# X10 (estàndard)

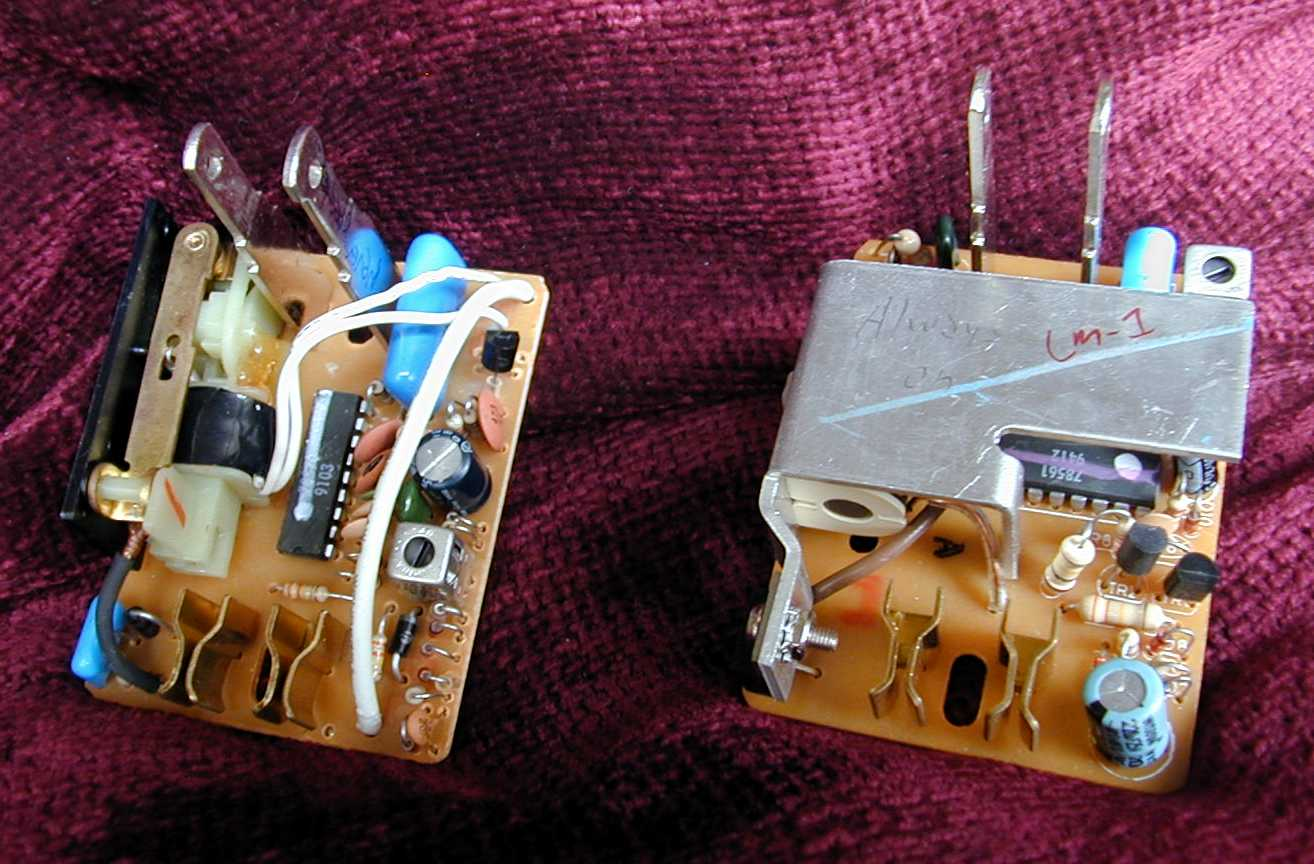
Mòduls basats en tecnologia X10

L'X10 és un estàndard obert per les comunicacions entre aparells electrònics usats per l'automatització domèstica coneguda com a domòtica.
L'X10 bàsicament usa el cablejat elèctric per conduir una portadora de radiofreqüència que és modulada amb impulsos breus pels senyals de control, d'aquesta manera es transporta la informació digital que es vol enviar. També s'ha definit com un protocol sense cable basat en ràdio.
Aquesta tecnologia va ser desenvolupada el 1975 per Pico Electronics a Glenrothes (Escòcia) per permetre el control remot d'aparells i aplicacions. Va ser la primera tecnologia domòtica i és de les més usades mundialment, a causa del baix preu dels seus components, tot i que existeixen nombroses alternatives amb més amplada de banda com KNX, INSTEON, BACnet,, European Home Systems, XD2, CEBus, i LonWorks.

## Descripció
Els senyals de control de l'X10 es basen en la transmissió de ràfegues d'impulsos de RF (120 kHz) que representen la informació digital. Aquests impulsos es sincronitzen en el creuament per zero del senyal de xarxa (50 Hz o 60 Hz). Amb la presència d'un impuls en un semicicle i l'absència d'aquest en el semicicle següent es representa un '1' lògic i al revés es representa un '0'. Al seu torn, cada ordre es transmet 2 cops, amb la qual cosa tota la informació transmesa té quàdruple redundància. Cada ordre involucra 11 cicles de xarxa (220 ms per a 50Hz i 183,33, per 60Hz).
Primer es transmet una ordre amb el Codi de Casa i el Número de Mòdul que adrecen el mòdul en qüestió. Després es transmet un altre ordre amb el codi de funció a realitzar (Function Code). Hi ha 256 adreces suportades pel protocol.